# ألبرشت بيكر
ألبرشت بيكر (بالألمانية: Albrecht Becker) (و. 1906 – 2002 م) هو منتج أفلام، ومصور، وممثل، ومصمم إنتاج، من ألمانيا، توفي في هامبورغ، عن عمر يناهز 96 عاماً.

## وصلات خارجية
- ألبرشت بيكر على موقع IMDb (الإنجليزية)
- ألبرشت بيكر على موقع أول موفي (الإنجليزية)
- ألبرشت بيكر على موقع قاعدة بيانات الأفلام السويدية (السويدية)
- ألبرشت بيكر على موقع قاعدة بيانات الفيلم (الإنجليزية)
- ألبرشت بيكر على موقع كينوبويسك (الروسية)